# Гура-Килнеулуй
Гура-Килнеулуй (рум. Gura Câlnăului) — село у повіті Бузеу в Румунії. Входить до складу комуни Ваду-Пашій.
Село розташоване на відстані 101 км на північний схід від Бухареста, 3 км на північний схід від Бузеу, 96 км на захід від Галаца, 110 км на південний схід від Брашова.

## Населення
За даними перепису населення 2002 року у селі проживали 525 осіб. Усі жителі села рідною мовою назвали румунську.
Національний склад населення села:
| Національність | Кількість осіб | Відсоток |
| -------------- | -------------- | -------- |
| румуни         | 517            | 98,5%    |
| цигани         | 8              | 1,5%     |